# Giovanni Battista Triumfetti
Giovanni Battista Triumfetti, auch Giovanni Battista Trionfetti (* 8. Mai 1656 in Bologna; † 1708 in Rom) war ein italienischer Arzt und Botaniker.

## Leben
Giovanni Battista Triumfetti war Professor für Botanik und von 1682 bis zu seinem Tod Direktor des Botanischen Gartens in Rom. Er war ein Kritiker der Arbeiten von Marcello Malpighi. Seit 1699 war er korrespondierendes Mitglied der Académie royale des sciences.

## Dedikationsnamen
Charles Plumier benannte ihm zu Ehren die Gattung Triumfetta der Pflanzenfamilie der Lindengewächse (Tiliaceae). Carl von Linné übernahm später diesen Namen. Ferner wurden nach ihm die Bunt-Flockenblume (Centaurea triumfettii All.) und die Hundskamillen-Art Anthemis triumfetti (L.) DC. benannt.

## Schriften (Auswahl)
- Observationes de ortu ac vegetatione Plantarum, cum novarum stirpium historia iconibus illustrata. Rom 1685.
- Praelusio ad publicas herbarum ostensiones: habita in Horto Medico Romanae Sapientiae anno jubilaei MDCC; cui accesserunt novarum stirpium descriptiones & icones. Rom 1700.
- Vindiciae veritatis a castigationibus quarundam propositionum. Rom 1703.